# Pamonoran
Pamonoran is een bestuurslaag in het regentschap Padang Lawas Utara van de provincie Noord-Sumatra, Indonesië. Pamonoran telt 288 inwoners (volkstelling 2010).